# Octoknema genovefae
Octoknema genovefae är en tvåhjärtbladig växtart som beskrevs av Villiers. Octoknema genovefae ingår i släktet Octoknema och familjen Octoknemaceae. Inga underarter finns listade i Catalogue of Life.